# Statue de Racine
La statue de Racine est une statue située à La Ferté-Milon, en France.

## Description
La statue de Jean Racine a été créé en 1833 par le sculpteur Pierre-Jean David.

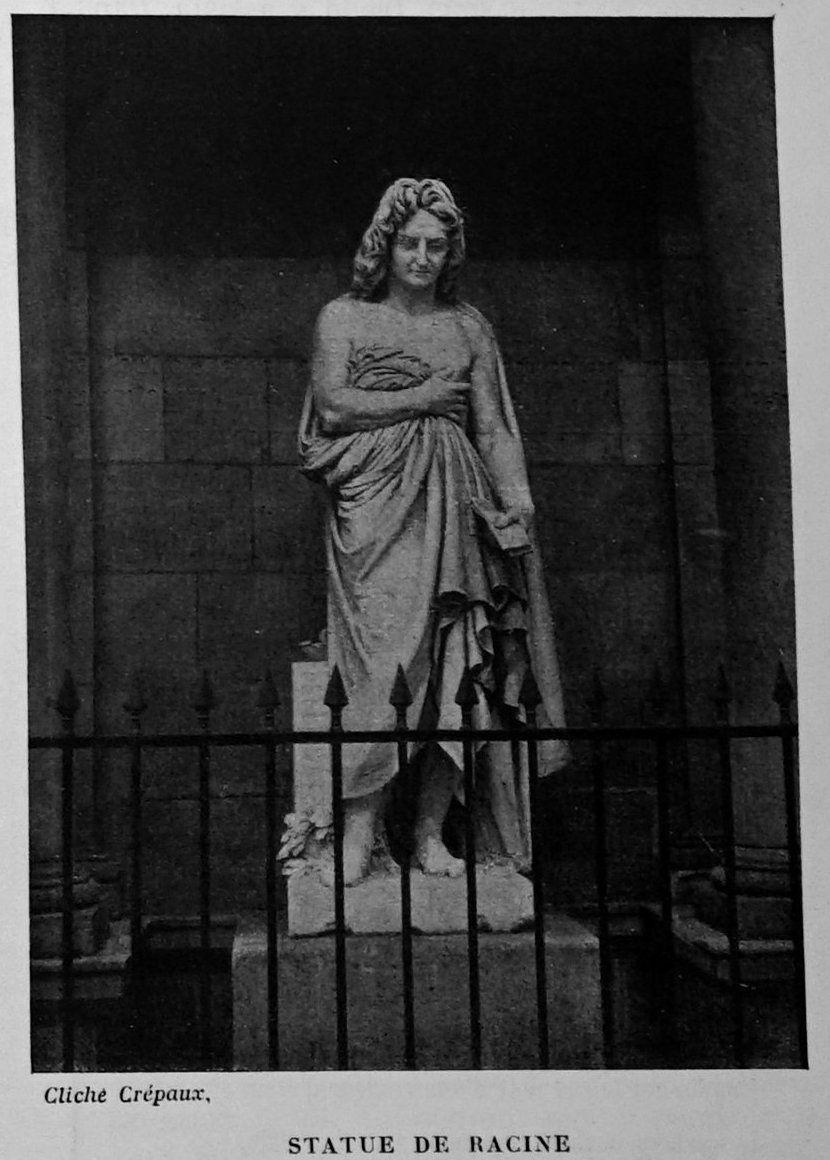
En 1901 avec le papier complet dans la main gauche et une grille de protection.

## Localisation
La statue est située sur la commune de La Ferté-Milon, dans le département de l'Aisne.

## Historique
Le monument est inscrit au titre des monuments historiques en 1932.